# Fiqrete Shehu
Fiqrete Shehu, född 1919, död 1988, var en albansk politiker (kommunist).  
Hon var medlem av centralkommittén 1952-1981, den första kvinnliga vicepresidenten för folkförsamlingens ordförandeskap 1950-1958, och rektor för V.I. Lenin Högre Partiskola. Hon blev utrensad 1981 och placerades i interneringsläger, där hon avled. 